# General der Fallschirmtruppe
Le grade de General der Fallschirmtruppe en français : « général des troupes aéroportées » est un grade d’officier général de la Luftwaffe, l'armée de l'air de la Wehrmacht à l'époque du Allemagne nazie. Ce grade est équivalent à celui de général de corps aérien en France.

## Historique
Le grade de General der Fallschirmtruppe est utilisé depuis le XXe siècle. Il se situe entre le grade de Generalleutnant et celui de Generaloberst dans la Luftwaffe du Troisième Reich. Il correspond au grade de général de corps aérien présent dans l'armée française depuis 1939. En 1935, la Wehrmacht introduisit de nouveaux grades pour compléter ceux existants : General der Nachschubtruppe (logistique / approvisionnement), General der Gebirgstruppe (troupes de montagne), General der Fallschirmtruppe (troupes aéroportées) et General der Nachrichtentruppe (transmissions).

## Correspondance dans les autres armes (de la Heer ou de la Luftwaffe)

### Heer (armée de terre)
- General der Infanterie pour l'infanterie
- General der Kavallerie pour la cavalerie
- General der Artillerie pour l'artillerie
- General der Panzertruppe pour les troupes blindées (de) (1935-1945)
- General der Pioniere pour le génie (1938-1945)
- General der Gebirgstruppe pour les troupes de montagne (de) (1940-1945)
- General der Nachrichtentruppe pour les services des transmissions (1940-1945)

### Luftwaffe (armée de l'air)
- General der Fallschirmtruppe pour les unités parachutistes
- General der Jagdflieger pour la chasse aérienne ; dans ce cas, il ne s'agit pas d'un grade mais d'une fonction d'inspection (sans commandement)[a]
- General der Flieger pour les unités aériennes (sans précision)
- General der Flakartillerie pour la défense antiaérienne
- General der Luftnachrichtentruppe pour les transmissions dans l'armée de l'air
- General der Luftwaffe pour l'armée de l'air, de manière non précise

## Liste des officiers ayant porté ce grade

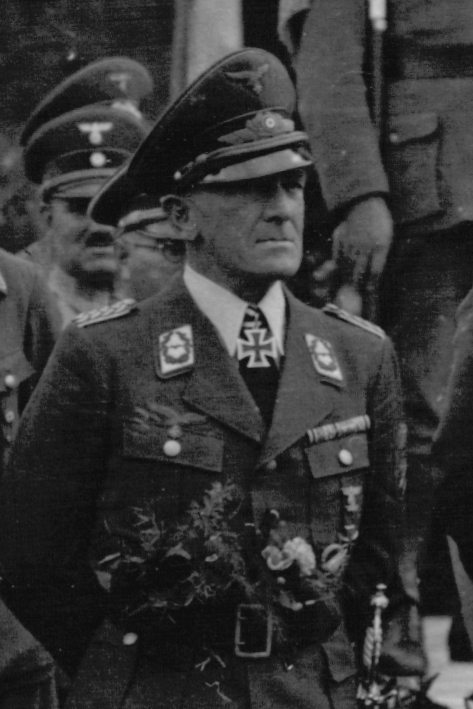
Eugen Meindl (1941).

- Bruno Bräuer (1893-1947), promu le 1er juin 1944
- Paul Conrath (1896-1979), promu le 1er janvier 1945
- Richard Heidrich (1896-1947), promu le 31 octobre 1944
- Eugen Meindl (1892-1951), promu le 1er avril 1944
- Hermann-Bernhard Ramcke (1889-1968), promu le 1er septembre 1944
- Alfred Schlemm (1894-1986), promu le 1er janvier 1944
- Kurt Student (1890-1978), promu le 1er mai 1943, ultérieurement Generaloberst